# Ne chodite, devki, zamuž
Ne chodite, devki, zamuž (Не ходите, девки, замуж) è un film del 1985 diretto da Evgenij Gerasimov.

## Trama
Il presidente della fattoria collettiva torna da un viaggio all'estero e apprende che tutte le ragazze decidono di lasciare la fattoria collettiva per sposarsi, a seguito della quale decide di organizzare un ensemble di canti popolari e convincere le autorità locali della necessità di costruire un allevamento.